# Armilla
Armilla es una ciudad y municipio español situado en la parte central de la comarca de la Vega de Granada, en la provincia de Granada. Limita con los municipios de Granada, Ogíjares, Alhendín y Churriana de la Vega. Por su término discurre el río Monachil.
El municipio armillero es una de las treinta y cuatro entidades que componen el área metropolitana de Granada, y comprende el núcleo de población de Armilla —capital municipal—, incluida la antigua pedanía de Santa Juliana, que actualmente constituye un barrio más de la ciudad donde se encuentra la Feria de Muestras de Armilla (FERMASA).
La Base Aérea de Armilla, la principal escuela de pilotos de helicóptero del Ejército del Aire y del Espacio de España, está situada parcialmente en su término. Es base del Ala 78 y de la Patrulla ASPA.
El crecimiento demográfico registrado en el municipio fue notorio en el último cuarto del siglo XX y la primera década del siglo XXI, lo que ha permitido alcanzar los 5574,94 hab./km² actuales y un desarrollo urbanístico considerable. En 2023 contaba con 25 059 habitantes, más de un 200 % que en 1970. Su término municipal tiene una superficie de 4,42 km² y se encuentra situado a una altitud media de 671 m s. n. m. Por su población, es el segundo municipio del área metropolitana de Granada tras la capital y el quinto más pequeño en superficie tras Cájar, Jun, Huétor Vega y Cúllar Vega. Armilla se encuentra en una situación estratégica por ser el paso natural desde Granada a la Costa Granadina y la Alpujarra.
Su emplazamiento en la fértil Vega de Granada permitió el desarrollo agrícola con cultivos como el tabaco, si bien en los últimos años la actividad económica se ha diversificado a raíz de la ubicación en el término municipal del centro comercial Nevada Shopping, el Parque Tecnológico de la Salud (PTS), el Instituto en Formación de Nutrición Animal (IFNA) que forma parte integral de la estructura de la Estación Experimental del Zaidín (EEZ) centro de investigación propio del CSIC, las instalaciones de la ciudad deportiva dependientes de la Diputación Provincial de Granada, y el parque comercial Albán.
El Metro de Granada, con vía doble en el tramo armillero a excepción de la calle Real, con vía única, conecta la ciudad con Granada y municipios del entorno. Armilla cuenta con tres estaciones: Sierra Nevada, Fernando de los Ríos y Armilla.

## Símbolos
Armilla cuenta con un escudo adoptado oficialmente el 20 de marzo de 1986.

### Escudo
Su descripción heráldica es la siguiente:

Escudo cortado. Primero, de plata (blanco), dos llaves cruzadas de sable (negro). Segundo, de gules (rojo), tres granadas de oro (amarillo) talladas y hojadas de sinople (verde). Al timbre, corona real cerrada.

Las llaves hacen referencia al encuentro de los Reyes Católicos con el último rey de Granada, Boabdil, después de haber entregado éste las llaves de la Alhambra, hecho ocurrido en la localidad. Las tres granadas aluden a la ciudad, la provincia y el reino de Granada.

## Historia

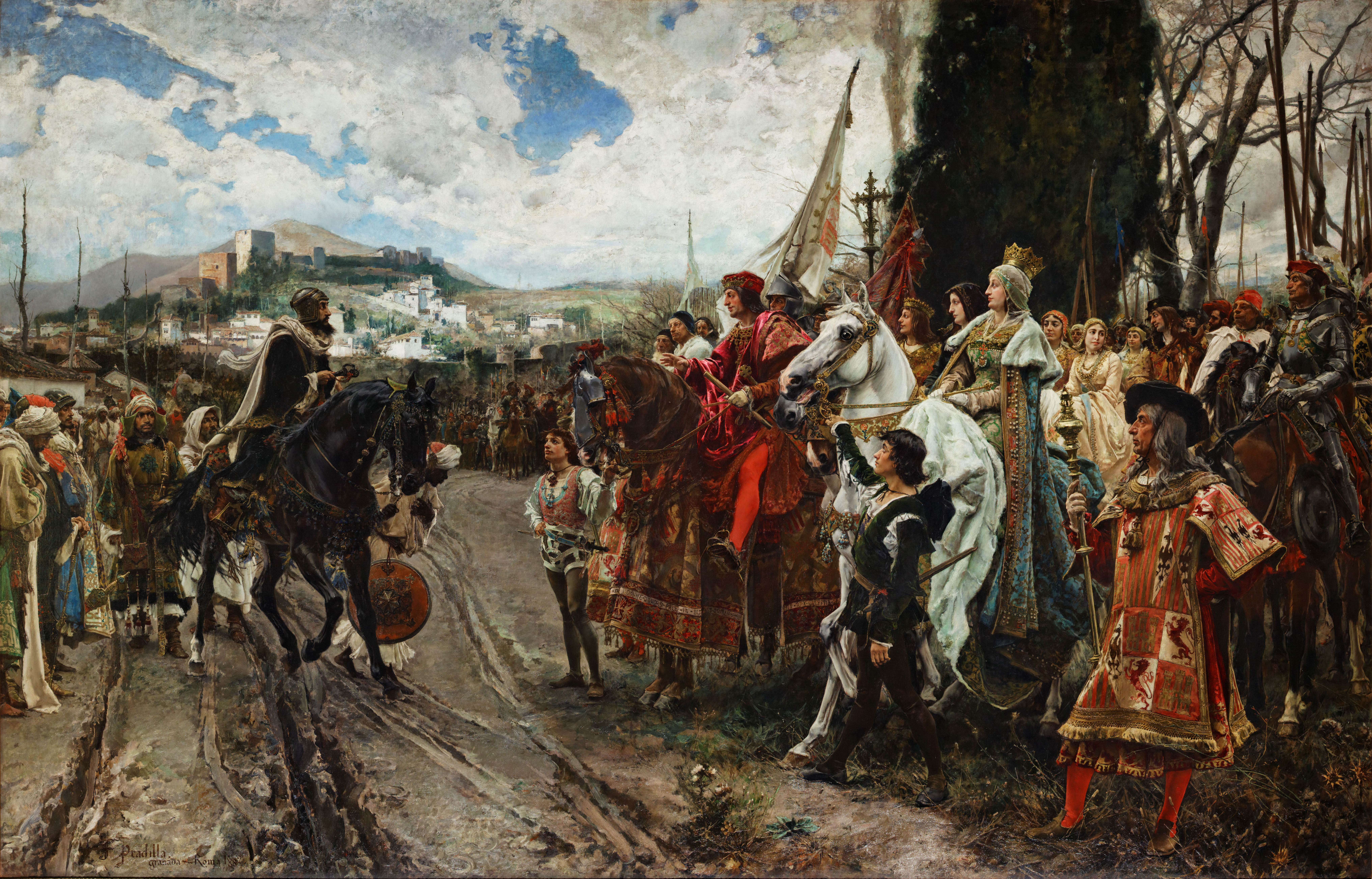
La rendición de Granada por Francisco Pradilla: Boabdil frente a los Reyes Católicos

Los primeros indicios del asentamiento humano en Armilla salieron a la luz construyendo un pozo en una casa de las Eras. Se trata de una cista argárica de la Edad del Bronce de grandes losas de piedra entre cuyos vestigios se recogieron abundantes restos de cerámica. La existencia de Armilla durante la ocupación romana se conoce gracias a las excavaciones de la parte rústica del yacimiento correspondiente a una villa romana asociada a la cual aparece una zona de necrópolis en la que se han excavado diversas sepulturas situadas en torno a un mausoleo. En cualquier caso, las primeras fuentes documentadas corresponden a la época árabe.
Durante los años del califato de Córdoba se la denominó Armillat al-Aflum o 'Armilla del Río', siendo en esta etapa cuando Armilla comienza a florecer económicamente. Los árabes perfeccionaron los trazados de riego de la vega, construyeron acequias y potenciaron las buenas condiciones de las tierras de labor, lo que posibilitó que los productos y cultivos fueran de excelente calidad. La localidad desempeñó un papel destacado dentro del Reino de Granada y no solamente por las excelencias de sus productos agrícolas, sino también por erigirse como tierra de paso de los mercaderes e industriales de la seda en su camino hacia la costa.
Fue en las últimas décadas del siglo XV cuando esta industria, la de la seda, experimentó un fuerte auge en Armilla. Los artesanos tejían delicadamente todos los enseres que de esta materia prima se derivan. Sin embargo, la presión cristiana por la reconquista cristiana de Granada y las batallas que para tal fin tuvieron lugar dieron al traste con esta pujante industria y sembraron las antaño ricas tierras de labor en campos arrasados. La toma de la ciudad de Granada por los cristianos en 1492 marcó un punto de inflexión en la historia. Los Reyes Católicos suministraron salvoconductos de salida a la familia real nazarí y una vez dejado su real de Santa Fe, se trasladaron con todo su ejército a Armilla, donde la reina Isabel se instaló con todas las ordenanzas. En las cercanías del municipio Boabdil, último monarca nazarí, coincidió con el rey Fernando y le entregó las llaves de Granada. Boabdil continuó hacia Armilla al encuentro de la reina Isabel, que devolvió a Morayma, esposa del rey, al hijo de ambos, retenido como rehén. El único vestigio de la época, el aljibe de San Miguel, fue tapado y destruido con la construcción de un reciente bloque de pisos.
Cristiana ya Granada, pocos habitantes de Armilla optaron por abandonar sus tierras dado que las capitulaciones les permitieron conservarlas. Sin embargo, la situación se volvió muy tensa al no serles permitido ni hablar su lengua ni practicar su religión, por lo que muchos determinaron irse hacia La Alpujarra, donde durante el reinado de Felipe II los moriscos se levantaron contra las imposiciones del poder establecido. El levantamiento tuvo consecuencias para aquellos moriscos que no abandonaron Armilla y finalmente, para no correr riesgos, fueron definitivamente expulsados por decreto. Tal expulsión despobló la zona y dejó las tierras de cultivo desiertas, únicamente dos familias permanecieron. A finales del siglo XVI, veinte familias reclutadas voluntarias del norte de España llegaron a Armilla, iniciándose así el núcleo urbano actual con una marcada vocación agrícola. Las familias que se asentaron en la localidad y sus descendientes ocuparon las casas deshabitadas y devolvieron su original productividad a las tierras que se quedaron desiertas tras la expulsión de los moriscos.
En el catastro de Ensenada en 1752, se facilitan ciertos datos relativos a Armilla, por ejemplo el número de marjales de regadío, 5031, poseyendo cada propietario eclesiástico el tripe de tierra que un propietario civil. A mediados del siglo XVIII la población armillera se asentaba en un núcleo muy limitado. Solo la calle Real hasta las Eras, las plazas de los Prados y de la Aurora y la calle de la Acequia Chica estaban habitadas, siendo el resto del actual municipio terrenos de labor, la mayoría de regadío. El catastro alude a dos casas de campo a las afueras del núcleo principal de población: Los Chaparros o Álamo Gordo perteneciente a los jesuitas, y la casa de campo de Félix Martín, vecino de Granada. A finales del siglo XVIII y principios del XIX se generaliza el cultivo del cáñamo y del lino.

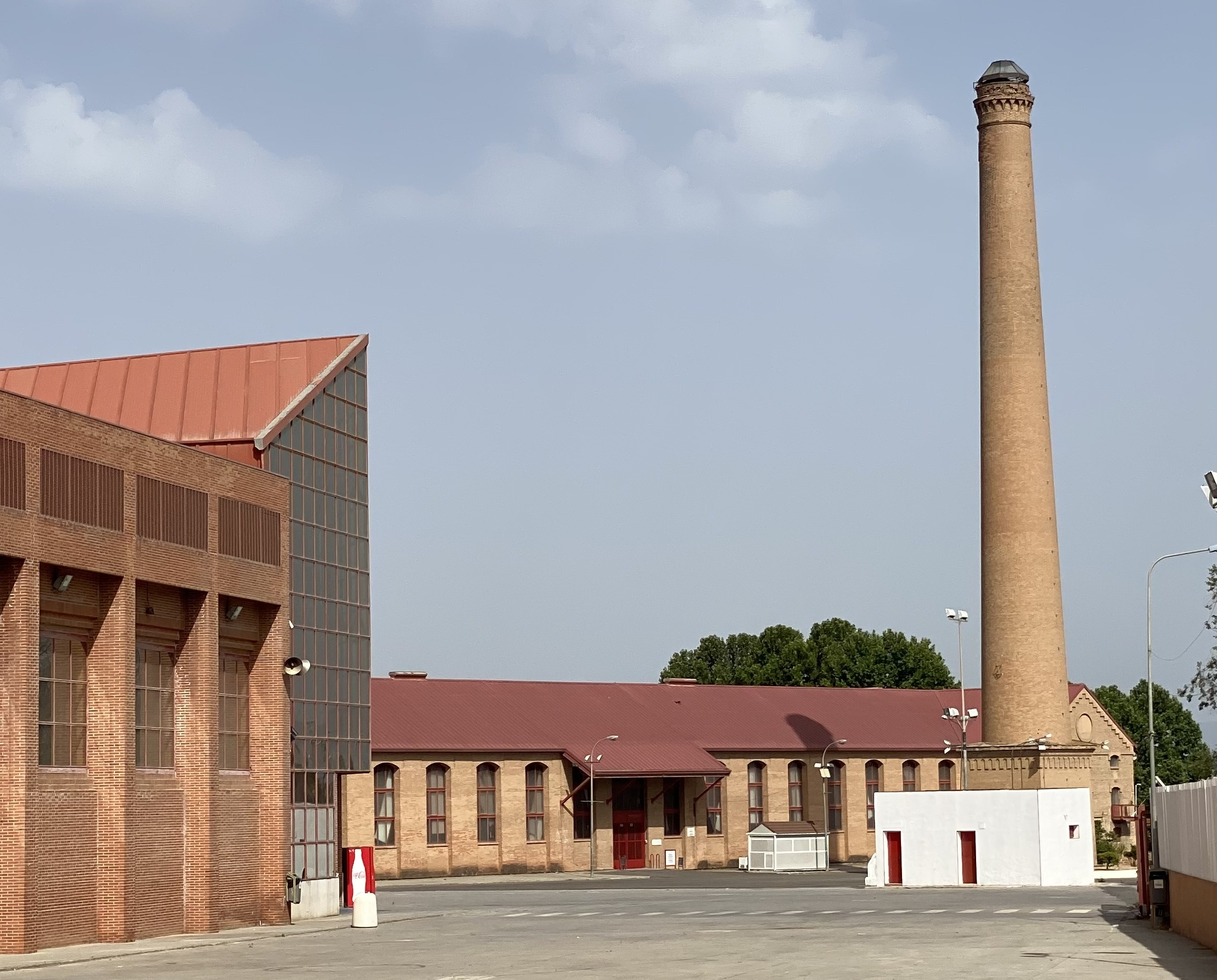
Antigua Azucarera Santa Juliana, actual FERMASA

A finales del siglo XIX, durante el auge de la industria del azúcar en Granada, se instalaron hasta veinticinco azucareras en la Vega de Granada para producir azúcar a partir de remolacha azucarera. En Armilla se instaló en 1891-1892 la Azucarera Santa Juliana, la fábrica de mayor potencia instalada en la comarca.
Transcurrieron muchos años desde que aquellos pobladores norteños llegaron a Armilla, jugando la localidad un papel poco importante con una economía que continuaba basada en la agricultura y una modesta industria licorera y de la construcción —ladrillos y tejas—. La bendición del aeródromo de los Llanos de Armilla y su inauguración oficial tuvieron lugar en la tarde del 20 de junio de 1922. Hasta esa fecha el aeródromo no tuvo existencia normal ni funcionamiento regular, pero en distintas ocasiones ya había servido de escala forzosa a los aparatos europeos realizando el servicio postal entre las respectivas metrópolis y sus colonias de África. Cuando las fuerzas sublevadas entraron en Armilla el 20 de julio de 1936, muchos vecinos de la población huyeron por temor a represalias. Algunos consiguieron llegar a la zona republicana, y muchos marcharon a otras localidades de la provincia. En 1937 la Secretaría de Guerra del Gobierno de Burgos dispuso la creación de numerosos campos de concentración, uno de ellos en Armilla, ubicado en el viejo hipódromo y que congregó a cerca de 4000 prisioneros.
A finales del siglo XX Armilla, revitalizada por su cercanía a Granada, se convirtió en boyante municipio, destacada zona residencial y fundamental localidad del cinturón de la capital por su activa vida económica, cultural y deportiva. Ya en el siglo XXI algunos episodios de corrupción urbanística salpicaron al municipio.

## Geografía
Integrado en la comarca de la Vega de Granada, se encuentra situado a 4 kilómetros del centro de la capital provincial, a 95 de Jaén, a 162 de Almería y a 285 de Murcia. El término municipal está atravesado por la autovía GR-30 —Circunvalación de Granada—, que conecta El Chaparral en dirección Jaén y Madrid con la Villa de Otura en dirección Motril. También en Armilla comienza la Ronda Sur de Granada, en dirección a la estación de esquí de Sierra Nevada.
| Noroeste: Churriana de la Vega | Norte: Granada           | Nordeste: Granada |
| Oeste: Churriana de la Vega    |                          | Este: Granada     |
| Suroeste: Churriana de la Vega | Sur: Alhendín y Ogíjares | Sureste: Ogíjares |

### Orografía
Armilla se enclava en la llamada Vega Alta de Granada, a 671 m s. n. m., en la llanura que se extiende en el margen izquierdo del río Genil, que nace a pocos kilómetros en Sierra Nevada. El relieve del municipio es llano, aunque presenta una ligera pendiente ascendente hacia el sur. Por su término municipal discurre el río Monachil.

### Clima
El clima de Armilla es mediterráneo, siendo templado y húmedo con la excepción del verano, seco y caluroso. La principal característica es la acusada diferencia de temperatura (18,5 °C) entre el mes más frío y el más caluroso. El número medio de horas de sol anual es de 2751, aumentando la insolación de modo progresivo desde enero hasta julio y disminuyendo hasta diciembre, igualmente de forma gradual.
| Parámetros climáticos promedio de Observatorio de la Base Aérea de Armilla (municipio de Armilla) (687 m s. n. m.) (Periodo de referencia: 1991-2020, extremos: 1931-presente) | Parámetros climáticos promedio de Observatorio de la Base Aérea de Armilla (municipio de Armilla) (687 m s. n. m.) (Periodo de referencia: 1991-2020, extremos: 1931-presente) | Parámetros climáticos promedio de Observatorio de la Base Aérea de Armilla (municipio de Armilla) (687 m s. n. m.) (Periodo de referencia: 1991-2020, extremos: 1931-presente) | Parámetros climáticos promedio de Observatorio de la Base Aérea de Armilla (municipio de Armilla) (687 m s. n. m.) (Periodo de referencia: 1991-2020, extremos: 1931-presente) | Parámetros climáticos promedio de Observatorio de la Base Aérea de Armilla (municipio de Armilla) (687 m s. n. m.) (Periodo de referencia: 1991-2020, extremos: 1931-presente) | Parámetros climáticos promedio de Observatorio de la Base Aérea de Armilla (municipio de Armilla) (687 m s. n. m.) (Periodo de referencia: 1991-2020, extremos: 1931-presente) | Parámetros climáticos promedio de Observatorio de la Base Aérea de Armilla (municipio de Armilla) (687 m s. n. m.) (Periodo de referencia: 1991-2020, extremos: 1931-presente) | Parámetros climáticos promedio de Observatorio de la Base Aérea de Armilla (municipio de Armilla) (687 m s. n. m.) (Periodo de referencia: 1991-2020, extremos: 1931-presente) | Parámetros climáticos promedio de Observatorio de la Base Aérea de Armilla (municipio de Armilla) (687 m s. n. m.) (Periodo de referencia: 1991-2020, extremos: 1931-presente) | Parámetros climáticos promedio de Observatorio de la Base Aérea de Armilla (municipio de Armilla) (687 m s. n. m.) (Periodo de referencia: 1991-2020, extremos: 1931-presente) | Parámetros climáticos promedio de Observatorio de la Base Aérea de Armilla (municipio de Armilla) (687 m s. n. m.) (Periodo de referencia: 1991-2020, extremos: 1931-presente) | Parámetros climáticos promedio de Observatorio de la Base Aérea de Armilla (municipio de Armilla) (687 m s. n. m.) (Periodo de referencia: 1991-2020, extremos: 1931-presente) | Parámetros climáticos promedio de Observatorio de la Base Aérea de Armilla (municipio de Armilla) (687 m s. n. m.) (Periodo de referencia: 1991-2020, extremos: 1931-presente) | Parámetros climáticos promedio de Observatorio de la Base Aérea de Armilla (municipio de Armilla) (687 m s. n. m.) (Periodo de referencia: 1991-2020, extremos: 1931-presente) |
| Mes | Ene. | Feb. | Mar. | Abr. | May. | Jun. | Jul. | Ago. | Sep. | Oct. | Nov. | Dic. | Anual |
| --- | --- | --- | --- | --- | --- | --- | --- | --- | --- | --- | --- | --- | --- |
| Temp. máx. abs. (°C) | 26.8 | 27.6 | 29.3 | 35.2 | 38.6 | 40.3 | 43.5 | 43.8 | 40.6 | 35.2 | 27.8 | 24.8 | 43.8 |
| Temp. máx. media (°C) | 13.0 | 14.7 | 17.9 | 20.2 | 24.9 | 30.8 | 34.7 | 34.2 | 28.6 | 23.2 | 16.8 | 13.8 | 22.7 |
| Temp. media (°C) | 7.0 | 8.4 | 11.3 | 13.6 | 17.7 | 22.8 | 26.3 | 26.1 | 21.4 | 16.6 | 10.9 | 8.0 | 15.8 |
| Temp. mín. media (°C) | 1.0 | 2.0 | 4.6 | 6.9 | 10.4 | 14.8 | 17.8 | 17.9 | 14.1 | 10.1 | 5.0 | 2.2 | 8.9 |
| Temp. mín. abs. (°C) | -12.6 | -13.4 | -6.4 | -1.9 | 0.6 | 5.6 | 9.0 | 8.2 | 1.2 | -0.5 | -4.5 | -8.6 | -13.4 |
| Precipitación total (mm) | 39.0 | 31.7 | 41.3 | 39.0 | 31.2 | 8.2 | 1.0 | 3.2 | 27.2 | 42.0 | 49.1 | 44.2 | 357.1 |
| Días de precipitaciones (≥ 1 mm) | 6.0 | 5.7 | 5.9 | 5.9 | 4.4 | 1.4 | 0.1 | 0.5 | 3.0 | 5.3 | 6.4 | 6.2 | 51.0 |
| Días de nevadas (≥ 0.01 mm) | 0.8 | 0.5 | 0.2 | 0.0 | 0.0 | 0.0 | 0.0 | 0.0 | 0.0 | 0.0 | 0.1 | 0.2 | 1.8 |
| Horas de sol | 174 | 178 | 220 | 246 | 294 | 342 | 372 | 338 | 258 | 217 | 168 | 161 | 2959 |
| Humedad relativa (%) | 71 | 66 | 60 | 55 | 48 | 39 | 34 | 38 | 49 | 60 | 70 | 74 | 55 |
| Fuente: Agencia Estatal de Meteorología | | | | | | | | | | | | | |

## Demografía
Armilla cuenta con una población de 25 405 habitantes (INE 2024).
| Gráfica de evolución demográfica de Armilla entre 1842 y 2021                                                       |
| |
| Población de derecho según los censos de población del INE Población de hecho según los censos de población del INE |

### Evolución de la población
La población de Armilla experimentó un importante aumento en la primera década del siglo XXI debido sobre todo a la inmigración exterior y a la absorción parcial de los crecimientos demográficos del área metropolitana de Granada dada su amplia oferta residencial y su cercanía a la capital provincial.

## Economía
La actual economía local ha dejado de lado su tradicional carácter agrícola, si bien todavía persisten cultivos de tabaco, productos de la huerta y cereales forrajeros.
Han adquirido gran importancia en la vida económica del municipio las actividades industriales, la construcción y el sector servicios. Por lo que respecta al comercio, cabe destacar el centro comercial Nevada y el parque comercial Albán, con una gran oferta de establecimientos y locales de restauración.

### Evolución de la deuda viva municipal
El concepto de deuda viva contempla sólo las deudas con cajas y bancos relativas a créditos financieros, valores de renta fija y préstamos o créditos transferidos a terceros, excluyéndose, por tanto, la deuda comercial.
| Gráfica de evolución de la deuda viva del Ayuntamiento entre 2008 y 2024                          |
|                                                                                                   |
| Deuda viva del Ayuntamiento de Armilla, en miles de euros, según datos del Ministerio de Hacienda |

## Administración y política
| Partido político                         | 2023  | 2023  | 2023       | 2019  | 2019  | 2019       | 2015  | 2015  | 2015       | 2011  | 2011  | 2011       | 2007  | 2007  | 2007       |
| Partido político                         | %     | Votos | Concejales | %     | Votos | Concejales | %     | Votos | Concejales | %     | Votos | Concejales | %     | Votos | Concejales |
| Partido Socialista Obrero Español (PSOE) | 43,09 | 4432  | 10         | 40,31 | 4041  | 10         | 39,34 | 3894  | 9          | 37,39 | 3742  | 9          | 47,50 | 3795  | 9          |
| Partido Popular (PP)                     | 32,24 | 3316  | 8          | 12,27 | 1231  | 3          | 17,42 | 1724  | 4          | 28,25 | 2827  | 6          | 28,95 | 2313  | 5          |
| Vox                                      | 11,87 | 1221  | 2          | 9,52  | 955   | 2          | —     | —     | —          | —     | —     | —          | —     | —     | —          |
| Izquierda Unida (IU)                     | 5,27  | 543   | 1          | 3,92  | 393   | 0          | —     | —     | —          | 7,66  | 767   | 1          | 9,36  | 748   | 1          |
| Podemos                                  | 3,85  | 396   | 0          | 5,97  | 599   | 1          | —     | —     | —          | —     | —     | —          | —     | —     | —          |
| Ciudadanos (CS)                          | 1,89  | 195   | 0          | 19,43 | 1948  | 5          | 16,11 | 1595  | 4          | —     | —     | —          | —     | —     | —          |
| Unión Progreso y Democracia (UPyD)       | —     | —     | —          | —     | —     | —          | —     | —     | —          | 15,53 | 1554  | 3          | —     | —     | —          |
| Independientes de Armilla (IDEA)         | —     | —     | —          | —     | —     | —          | —     | —     | —          | 9,05  | 906   | 2          | 10,58 | 845   | 2          |

| Legislatura | Nombre                                                                     | Grupo   |
| ----------- | -------------------------------------------------------------------------- | ------- |
| 1979-1983   | Enrique Alonso Osuna                                                       | UCD     |
| 1983-1987   | Francisco José Rodríguez Ríos                                              | PSOE    |
| 1987-1991   | Francisco José Rodríguez Ríos                                              | PSOE    |
| 1991-1995   | Francisco José Rodríguez Ríos (1991) José Antonio Morales Cara (1991-1995) | PSOE    |
| 1995-1999   | José Antonio Morales Cara                                                  | PSOE    |
| 1999-2003   | José Antonio Morales Cara                                                  | PSOE    |
| 2003-2007   | José Antonio Morales Cara                                                  | PSOE    |
| 2007-2011   | Gerardo Sánchez Escudero                                                   | PSOE    |
| 2011-2015   | Antonio Ayllón Moreno (2011-2012) Gerardo Sánchez Escudero (2013-2015)     | PP PSOE |
| 2015-2019   | Gerardo Sánchez Escudero (2015-2018) Dolores Cañavate Jiménez (2018-2019)  | PSOE    |
| 2019-2023   | Dolores Cañavate Jiménez                                                   | PSOE    |
| 2023-act.   | Dolores Cañavate Jiménez                                                   | PSOE    |

Procesos judiciales
En el Caso Nevada el fallo condenó al exalcalde y al exconcejal de Urbanismo, José Antonio Morales Cara y G. Cañavate, ambos del PSOE, a 15 meses de prisión y ocho años de inhabilitación por un delito de prevaricación urbanística. A T. Olivo, el promotor —también implicado en el Caso Malaya de Marbella—, por un delito contra la ordenación del territorio a un año y tres meses de cárcel. Además, se condenó a ocho meses de prisión por prevaricación urbanística a otros cuatro ediles del PSOE de Armilla. En 2016 el Tribunal Europeo de Derechos Humanos de Estrasburgo condenó a España al considerar que a los demantes Miguel Ángel Porcel Terribas, Francisco de Sales Ocaña Morales, José Pérez Flores y Dina Romero Gómez, miembros del equipo de gobierno municipal del PSOE (2003-2007) se les había privado de una nueva vista pública tras haber sido exculpados en primera instancia. La condena incluye una indemnización de 6400 euros para cada uno de ellos y 12 176,24 en concepto de costas procesales.
En el Caso de los Vertidos Tóxicos del PTS, finalmente absuelto, la Fiscalía de Granada pidió para Gerardo Sánchez Escudero, alcalde de Armilla por el PSOE en aquel momento, un año de prisión, multa de 1800 euros e inhabilitación especial por seis meses, por delitos de prevaricación administrativa y otro contra el medio ambiente. Se recibió 450 000 euros para iniciar una obra de saneamiento que nunca realizó. Tras retirar la fiscalía la acusación el último día de juicio, resultó absuelto unos días después.
En el Caso de la Rotonda finalmente resultó absuelto Gerardo Sánchez, alcalde en ese momento, que había sido imputado por la adjudicación de unas obras para una rotonda por importe de 276 259,98 euros.

## Servicios

### Sanidad
El municipio cuenta con un centro de salud —con servicio de urgencias— dependiente del distrito sanitario Metropolitano de Granada. El área hospitalaria de referencia es el Hospital Universitario San Cecilio (el PTS) situado en Granada capital.
Existe un centro de día de mayores que se ubica en la calle Tirso de Molina.

### Educación
Los centros educativos que hay en el municipio son:
| Denominación genérica                                                       | Nombre del centro             | Naturaleza | Dirección                                                          |
| --------------------------------------------------------------------------- | ----------------------------- | ---------- | ------------------------------------------------------------------ |
| Centro autorizado de enseñanzas artísticas profesionales de artes plásticas | CAEAPAPD Estación Diseño      | Privado    | C/ Benjamin Franklin, 1                                            |
| Centro autorizado de enseñanzas artísticas superiores de diseño             | CAESD Estación Diseño         | Privado    | C/ Benjamin Franklin, 1                                            |
| Centro de educación infantil                                                | CEI D'Nenes                   | Privado    | Ctra. de Granada, 29 C Parque Albán                                |
| Centro de educación infantil                                                | CEI Mi Cole                   | Privado    | C/ La Esperanza, 1 (bis)                                           |
| Centro de educación infantil                                                | CEI Monigotes                 | Privado    | Av. Doctor Jesús Candel Fábregas, 6 Bajo                           |
| Centro de educación infantil                                                | CEI Nanittos                  | Privado    | C/ Azorín, 25                                                      |
| Centro docente privado                                                      | CDP Hispadent                 | Privado    | C/ Mariano José de Larra, 2                                        |
| Centro docente privado                                                      | CDP Medac Nevada              | Privado    | Av. Fernando de los Ríos, Ctra. de Armilla, s/n, esq. C/ Edison, 4 |
| Centro docente privado                                                      | CDP Patosuca                  | Privado    | Ctra. de Granada, 32                                               |
| Colegio de educación infantil y primaria                                    | CEIP Miguel de Cervantes      | Público    | C/ San Miguel, s/n                                                 |
| Colegio de educación infantil y primaria                                    | CEIP Nazaríes                 | Público    | C/ Alhamar, s/n                                                    |
| Colegio de educación infantil y primaria                                    | CEIP Profesor Tierno Galván   | Público    | C/ Zuloaga, s/n                                                    |
| Colegio de educación infantil y primaria                                    | CEIP San Miguel               | Público    | C/ San Sebastián, s/n                                              |
| Escuela infantil                                                            | EI Base Aérea de Armilla      | Público    | Ctra. de Motril, s/n                                               |
| Escuela infantil                                                            | EI Nuestra Señora del Rosario | Público    | C/ Chorrillo, s/n                                                  |
| Instituto de educación secundaria                                           | IES Alba Longa                | Público    | C/ San Miguel, s/n                                                 |
| Instituto de educación secundaria                                           | IES Luis Bueno Crespo         | Público    | Av. de las Palmeras, s/n                                           |
| Sección de educación permanente                                             | SEP María Zambrano            | Público    | Cno. del Jueves. Edificio Reina Sofía                              |

### Seguridad ciudadana
En el municipio prestan servicio tres cuerpos distintos, a saber:
- Guardia Civil, con cuartel en la calle Aristóteles.[28]
- Polícia Local de Armilla, cuya jefatura se ubica en la calle Aristóteles.[29]
- Protección Civil de Armilla, cuya sede se ubica en la calle Aristóteles.

### Servicios sociales
Para atender a distintos tipos de colectivos, el municipio cuenta con diversas instalaciones:
- Centro municipal de servicios sociales y casa de la juventud[30]
- Centro de formación Reina Sofía[31]
- Edificio plaza de los Prados

### Comunicaciones

#### Carreteras
Desde la autovía GR-30, que circunvala Granada y sus alrededores, existen tres salidas compartidas para Armilla:
- Armilla, Palacio de Congresos.
- Armilla, Ronda Sur
- Armilla, Ogíjares.

Las principales vías de comunicación que transcurren por el municipio son:
| Identificador | Denominación                   | Itinerario                    |
| ------------- | ------------------------------ | ----------------------------- |
| GR-30         | Circunvalación de Granada      | El Chaparral - Villa de Otura |
| A-338         | De Granada a Alhama de Granada | Granada - Alhama de Granada   |
| A-395         | De Granada a Sierra Nevada     | Granada - Pradollano          |
| N-323a        | Carretera de Sierra Nevada     | Bailén - Motril               |

Algunas distancias entre Armilla y otras ciudades:
| Ciudades         | Distancia (km) |
| ---------------- | -------------- |
| Granada (centro) | 4              |
| Jaén             | 95             |
| Almería          | 162            |
| Murcia           | 285            |

#### Metro

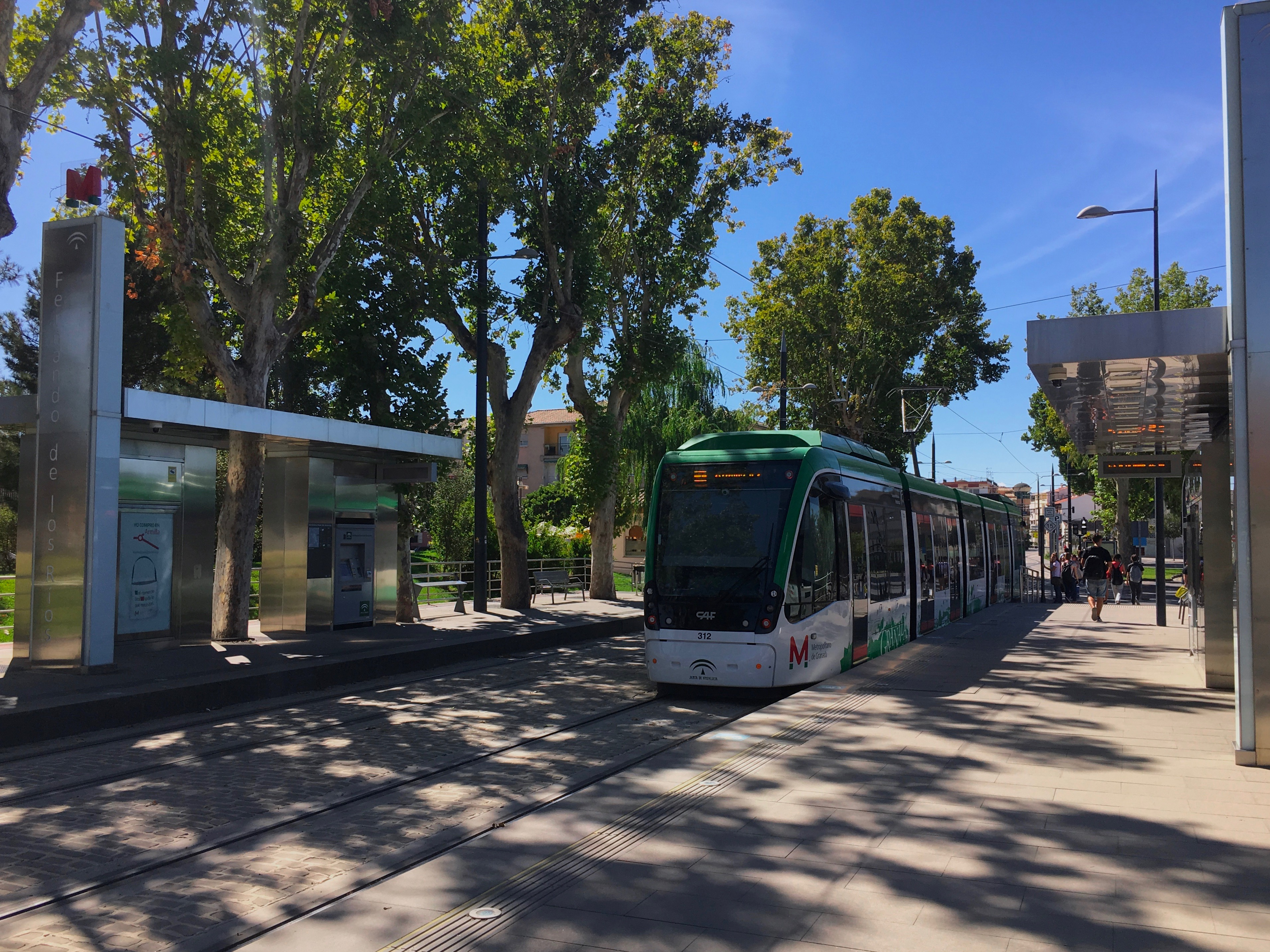
Estación de Fernando de los Ríos del Metro de Granada, en Armilla

El Metro de Granada conecta Armilla con Granada y otras localidades de su área metropolitana. En concreto existen en Armilla tres estaciones:
- Armilla: la más céntrica de las estaciones, junto a la plaza del Ayuntamiento. Se encarga de dar servicio al centro urbano de la ciudad.
- Fernando de los Ríos: situada en la avenida Fernando de los Ríos, en las afueras de la ciudad. Da servicio al área residencia, industrial y comercial de Parque Albán.
- Sierra Nevada: cercana al centro comercial Nevada Shopping. Además del área residencial de la zona, su principal cometido es conectar el trazado con este edificio.

#### Autobús
Dada la cercanía con la ciudad de Granada y el considerable aumento de la población en el municipio, el servicio público de transportes ha mejorado notablemente. En la actualidad son 4 las líneas de autobús del Consorcio de Transporte Metropolitano del Área de Granada que conectan Armilla con el centro de la capital:
- Línea 155: Granada - Armilla
- Línea 156: Granada - Armilla - Churriana de la Vega - Las Gabias
- Línea 157: Granada - Armilla - Churriana de la Vega - Gabia Chica
- Línea 159: Granada - Parque Tecnológico de la Salud - Armilla

#### Taxi
Los asociación de taxis del cinturón de Granada presta servicio durante las 24 horas del día.

#### Aeropuerto
El aeropuerto más próximo de uso público es el Federico García Lorca de Granada-Jaén, a unos 20 km de la localidad. En el propio municipio de Armilla hay un aeropuerto de uso militar situado en las instalaciones de la Base Aérea de Armilla.

## Cultura

### Fiestas

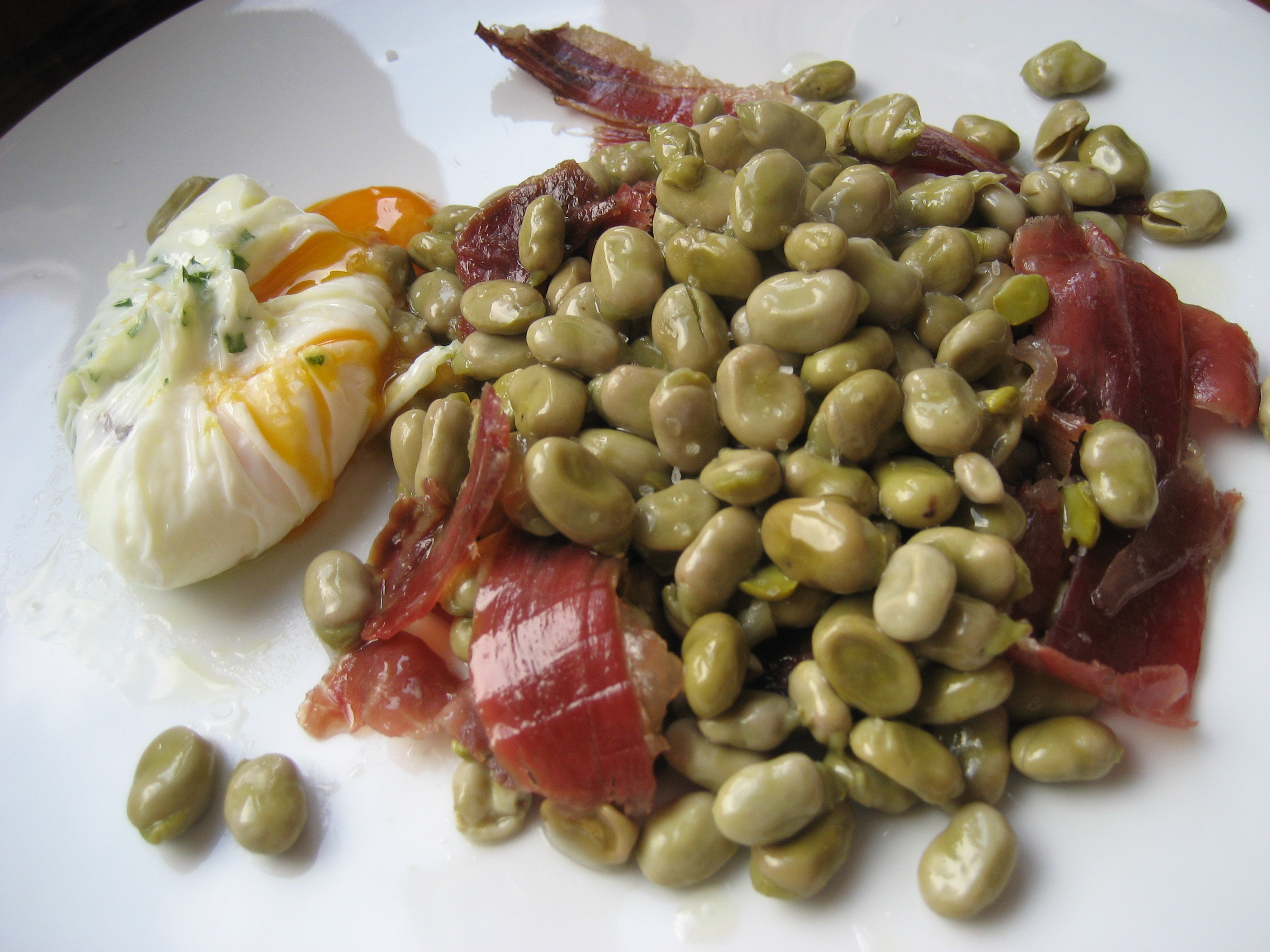
Habas con jamón

El día de San Antón, 17 de enero, se hacen hogueras y degustaciones gastronómicas.
Las Cruces de Mayo, el día 3 de ese mes, cada barrio o calle prepara su cruz con diferentes motivos ornamentales y florales. Un jurado popular se encarga de seleccionar las más artísticas.
En la fiesta de San Isidro, el 15 de mayo, destaca la procesión del santo, copatrón de Armilla.
El día de San Miguel, el 29 de septiembre se celebra el patrón de la ciudad con sus fiestas mayores. Los actos religiosos se combinan con los lúdicos y tanto los armilleros como los visitantes tienen la posibilidad de disfrutar de la feria, con conciertos, animaciones infantiles y actividades deportivas.
El 7 de octubre es el día de la Virgen del Rosario, patrona de Armilla. El domingo siguiente a la festividad de la patrona se saca en procesión su imagen.

### Música
Armilla cuenta con la Asociación Musical San Isidro. Fundada en 1985 es una de las bandas de música de referencia en la provincia de Granada.
Se compone de escuela de música, banda de educandos y banda de núsica.
Casi desde su fundación hasta 2021 fue su presidente D. Antonio Adarve Chica, ocupando actualmente el cargo D. Francisco Miguel Pérez Carmona. Así mismo, su director inicialmente fue D. José María Sola, quien a partir de 1991 cedió la batuta al maestro D. José Melchor Perelló Lavilla.

### Gastronomía
Entre otros, destacan en la ciudad platos como la olla de San Antón, muy consumida en las fiestas del santo y elaborada con habas secas de la vega y judías blancas, las saladillas típicas en las Cruces de Mayo, las habas con jamón, el pisto, el puchero de trigo, las berenjenas rellenas y los famosos churros (tejeringos) que los armilleros degustan en los quioscos de la localidad.

### Medios de comunicación
- Radio Armilla[36]

Radio Armilla es la emisora municipal del municipio, cuenta con una gran oferta de programas musicales, deportivos y de entretenimiento, la emisora está presente en el 100.3 FM del dial.
- Periódico municipal

El periódico municipal es una publicación mensual en la que se informa de los hechos y actividades más relevantes del municipio.

## Localidades hermanadas
- Ílion, Grecia